# 존 키
존 필립 키(영어: John Phillip Key, 1961년 8월 9일~)는 뉴질랜드의 정치인이다. 2006년부터 2016년까지 여당인 뉴질랜드 국민당을 이끌었으며, 2008년 총선에서 승리하여 제38대 뉴질랜드의 총리로 취임하였다.

## 정치인 이전의 생활
오클랜드에서 태어났다. 어린 시절 아버지를 잃고 오스트리아 출신의 유대인인 어머니를 따라 크라이스트처치로 옮겼으며 그 곳의 번사이드 고등학교를 졸업했다. 캔터베리 대학교에서 회계학을 전공하였다. 캔터베리 대학교 졸업 후 미국의 하버드 대학교에서 경영학을 전공했다.(학위를 취득하지는 않음) 그 후 뉴질랜드의 투자은행에서 근무하다가 1995년 세계적인 금융회사인 메릴린치로 자리를 옮겨 국제외환 업무를 담당하며 싱가포르와 런던, 시드니 등지에서 많은 보수를 받으며 근무했다. 1999년 미국 뉴욕 연방준비은행(FRB)의 외환거래위원회 회원이 되었다.
정치 활동에 관심을 갖던 그는 2001년 귀국하였으며, 당시 야당인 국민당에 입당하였다.

## 정치 생활

### 지역구 의원 생활
2002년 총선에서 오클랜드 시내에 새롭게 형성된 헬렌즈빌(Helensville) 지역구에 출마, 당시 노동당의 게리 러셀(Gary Russell) 후보를 1,705표차로 꺾고 당선되어 47대 의회에 초선 의원으로 들어갔다. 초선 의원으로 당내 서열 43위가 되었다. 2004년에는 당시 국민당 당수인 돈 브래시에 의해 국민당 재정 대변인으로 임명되었다. 2005년 총선에서 다시 당선되었으며, 48대 의회에서는 2선 의원이자 당내 대변인 자격으로 당내 서열 7위에 올랐다.

### 국민당 당수 생활
2006년 11월, 2005년 총선에서 국민당 재집권 실패에 대한 책임을 지겠다고 한 당수 돈 브래시는 그에게 국민당 당수직을 후임으로 내주었다. 정계 입문 5년 만에 제1야당 대표가 된 그는 집권 여당인 노동당의 실정을 비판하며 2008년 총선을 대비했다.

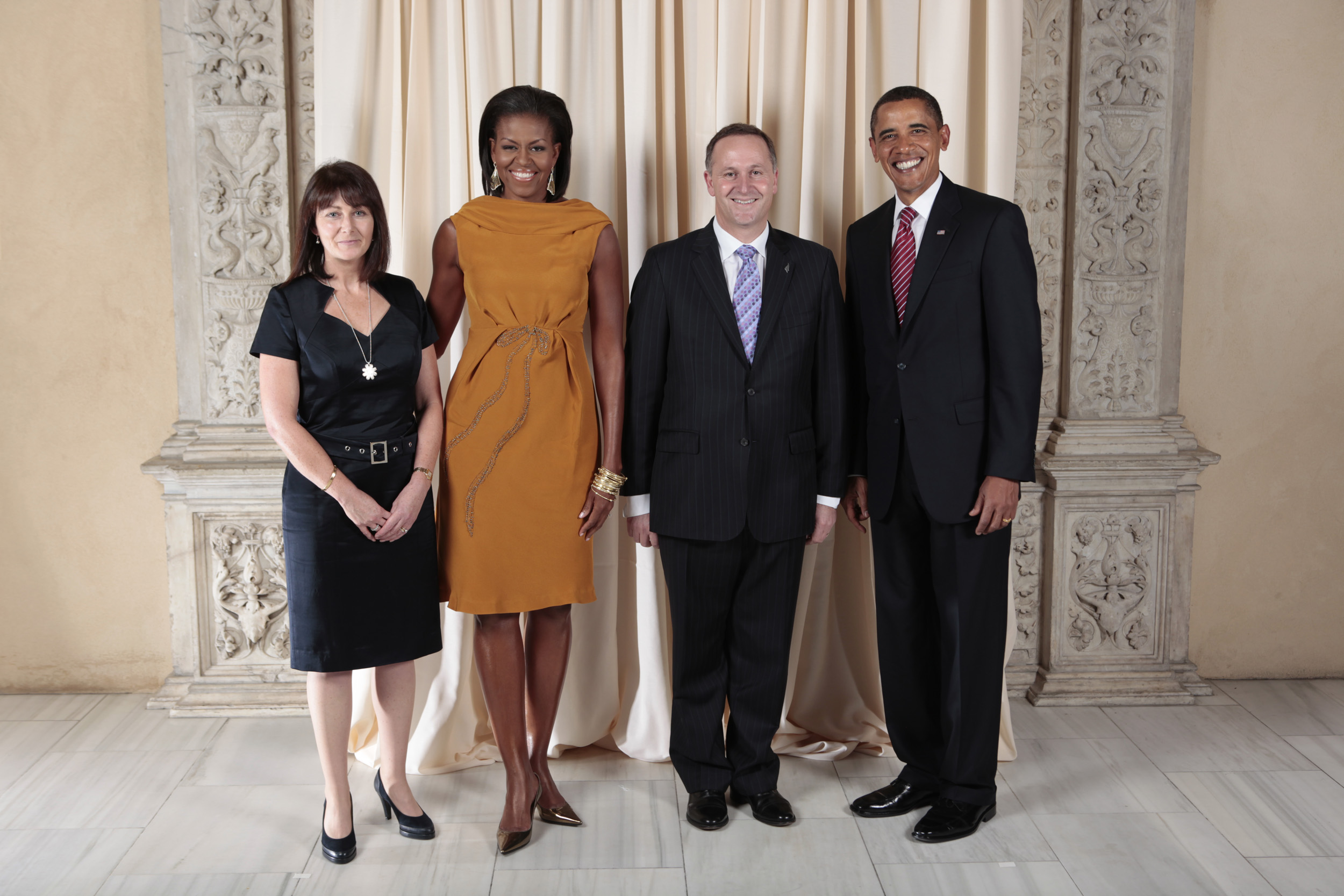
오바마 부부와 함께한 존 키 총리 부부

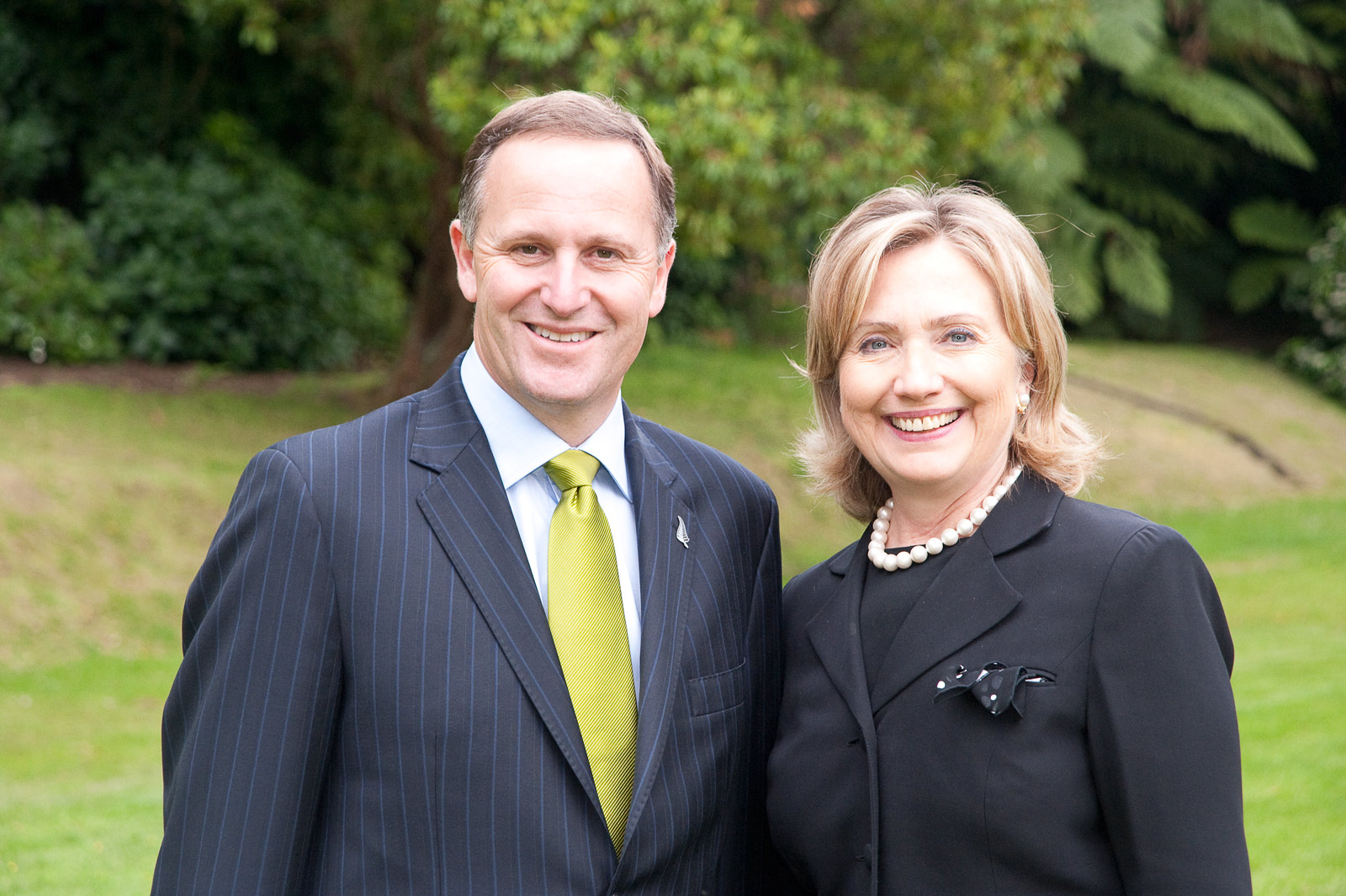
힐러리 클린턴 국무부 장관과 함께

#### 총리 취임
2008년 11월 8일 2008년 총선에서 뉴질랜드 국민당은 45.45%의 정당 득표율을 기록하며 의석 59석을 확보하며 노동당을 제치고 제1당이 되었다. 이에 따라 다른 당과 연립 내각을 구성하여 그는 2008년 11월 19일 수도 웰링턴에서 37대 총리로 공식 취임했다. 그의 취임과 국민당의 승리는 뉴질랜드 노동당과의 정권교체를 의미했으며, 이는 9년 만의 일이었다.
2016년 12월 5일, 집안 사정으로 갑자기 총리 사임을 표명하였다.

## 역대 선거 결과
| 선거명      | 직책명                     | 대수 | 정당            | 득표율 | 득표수   | 결과 | 당락                   |
| ----------- | -------------------------- | ---- | --------------- | ------ | -------- | ---- | ---------------------- |
| 2002년 선거 | 하원의원 (헬렌즈빌 선거구) | 47대 | 뉴질랜드 국민당 | 34.18% | 9,775표  | 1위  | 헬렌즈빌 하원의원 당선 |
| 2005년 선거 | 하원의원 (헬렌즈빌 선거구) | 48대 | 뉴질랜드 국민당 | 64.10% | 22,008표 | 1위  | 헬렌즈빌 하원의원 당선 |
| 2008년 선거 | 하원의원 (헬렌즈빌 선거구) | 49대 | 뉴질랜드 국민당 | 73.61% | 26,771표 | 1위  | 헬렌즈빌 하원의원 당선 |
| 2011년 선거 | 하원의원 (헬렌즈빌 선거구) | 50대 | 뉴질랜드 국민당 | 74.90% | 23,473표 | 1위  | 헬렌즈빌 하원의원 당선 |
| 2014년 선거 | 하원의원 (헬렌즈빌 선거구) | 51대 | 뉴질랜드 국민당 | 65.57% | 22,720표 | 1위  | 헬렌즈빌 하원의원 당선 |

## 참고 자료
- 존 키  - 공식 웹사이트
- (영어) 존 키 개인 홈페이지
- (영어) 뉴질랜드 총리 공식 홈페이지